# NGC 322A
NGC 322A is een lensvormig sterrenstelsel in het sterrenbeeld Phoenix. NGC 322A staat op ongeveer 296 miljoen lichtjaar van de Aarde. Het hemelobject ligt dicht bij een verderweg gelegen sterrenstelsel dat het nummer NGC 322B draagt.
NGC 322A werd op 5 september 1834 ontdekt door de Britse astronoom John Herschel.

## Synoniemen
- NGC 322-1
- PGC 3412
- ESO 243-15
- h 4008
- MCG -7-3-3
- AM 0054-435